# Chromosoom 17
Chromosoom 17 is een chromosoom in het menselijk lichaam dat ongeveer 82 miljoen basenparen DNA bevat. Het staat voor 2,5 tot 2,75 procent van het totale DNA in cellen.
Op chromosoom 17 zijn 73 genen bekend (anno 2008) die de oorzaak van een ziekte kunnen vormen.

## Te herleiden aandoeningen
Aanleg voor onder meer de volgende aandoeningen is te herleiden tot een fout (een verkeerde structuur of aantal basenparen) op chromosoom 17:
- borst- en eierstokkanker (zowel mogelijk door het gen p53 als door BRCA1)
- HMSN 1A
- de ziekte van Pompe (door een defect gen GAA)
- de ziekte van Van Buchem (door een defect gen)
- de ziekte van Von Recklinghausen, oftewel neurofibromatose type 1 (NF1)
- de ziekte van Sanfilippo (type A & B)
- het syndroom van Andersen-Tawil1
- de Noordzeeziekte
- Pontocerebellaire hypoplasie type 2, ook wel de Volendamse ziekte genoemd

1 ·
2 ·
3 ·
4 ·
5 ·
6 ·
7 ·
8 ·
9 ·
10 ·
11 ·
12 ·
13 ·
14 ·
15 ·
16 ·
17 ·
18 ·
19 ·
20 ·
21 ·
22 ·
X ·
Y